# Conospermum
Conospermum es un género con 53 especies perteneciente a la familia Proteaceae originarias de Australia.
Se encuentran bastante generalizadas en el continente. No son muy bien conocidas por la horticultura pero algunas de las especies en Nueva Gales del Sur se las conocen como arbustos de humo.

## Taxonomía
Conospermum fue descrito por James Edward Smith y publicado en Trans. Linn. Soc. London            4: 213. 1798. La especie tipo es Conospermum longifolium Sm. 
Etimología
Conospermum: nombre genérico que deriva de las palabras griegas: 
conos = "cono" y spermum = "semilla", con referencia a la forma de la núcula.

## Especies deConospermum
| - C. acerosum - C. amoenum - C. boreale - C. brachyphyllum - C. bracteosum - C. brownii - C. burgessiorum - C. caeruleum - C. canaliculatum - C. capitatum - C. cinearum - C. coerulescens - C. crassinervium - C. croniniae - C. densiflorum - C. distichum - C. eatoniae | - C. ellipticum - C. ephedroides - C. ericifolium - C. filifolium - C. flexuosum - C. floribundum - C. galeatum - C. glumaceum - C. hookeri - C. huegelii - C. incurvum - C. leianthum - C. longifolium - C. microflorum - C. mitchellii - C. multispicatum - C. nervosum - C. paniculatum | - C. patens - C. petiolare - C. polycephalum - C. quadripetalum - C. scaposum - C. sigmoideum - C. spectabile - C. sphacelatum - C. stoechadis - C. taxifolium - C. tenuifolium - C. teretifolium - C. toddii - C. triplinervium - C. undulatum - C. unilaterale - C. wycherleyi |